# Эренсверд, Альберт Карл Август Ларс
Альберт Карл Август Ларс Эренсверд (швед. Albert Carl August Lars Ehrensvärd; 10 января 1821, лен Йёнчёпинг, Швеция — 31 января 1901, лен Кристианстад, Швеция) — шведский граф, государственный и политический деятель, дипломат, министр иностранных дел Швеции (25 сентября 1885-12 июня 1889), депутат риксдага (1867—1874 и 1877—1890), губернатор графств Гётеборг и Бохус (1864—1885).

## Биография
Сын полковника. До 1841 года изучал зоологию в Лундском университете. В 1842 году поступил на дипломатическую службу. Одним из важных успехов в его карьере на этом поприще было заключение в 1856 году брачного контракта между будущей королевой Швеции Софией Нассауской с будущим королём Швеции и Норвегии Оскаром II.
Уйдя с дипломатической службы был членом правления нескольких банков, страховых и железнодорожных компаний. В 1864 году назначен губернатором графств Гётеборг и Бохус. Основными направлениями его губернаторской работы были народное образование, сельское хозяйство и рыболовство.
Несколько раз избирался депутатом верхней палаты шведского парламента, принимал активное участие в работе его комитетов.
В 1885 году был назначен министром иностранных дел Швеции. За время своего министерского срока ему удалось провести несколько реформ в аппарате МИДа.
Последние 12 лет жизни провёл в своём поместье. Покровительствовал художнице Йенни Нюстрём.

## Награды
- Орден Серафимов
- Орден Полярной звезды
- Орден Вазы
- Орден Святого Олафа
- Орден Почётного легиона
- Орден Данеброг
- Орден Короны (Пруссия)
- Орден Льва и Солнца
- Орден Короны Таиланда
- Орден Башни и Меча
- почётный член Шведской королевской академии свободных искусств
- почётный член Шведской королевской Академии словесности
- почётный член Королевского общества науки и знаний в Гётеборге
- почётный член Королевского физиографического общества в Лунде
- почётный член королевской Сельскохозяйственной академии
- Член Шведской королевской Академии наук